# Qiaonan
Qiaonan (chinesisch 橋南鎮 / 桥南镇, Pinyin Qiáonán Zhèn) ist eine Großgemeinde im Stadtbezirk Linwei der bezirksfreien Stadt Weinan in der chinesischen Provinz Shaanxi. Am Fuß des Qinling-Gebirges gelegen, hat die Großgemeinde knapp 25.000 Einwohner (2018) und umfasst eine Fläche von 145 km², davon 1667 ha Ackerland und 11.733 ha Bergwald.

## Bodenstation Weinan
Ab dem 23. Juni 1967 wurde im Rahmen des „Projekts 651“ im Süden der damaligen Volkskommune Qiaonan, auf einem Grat der vom Dorf Shandi (山底村) zum Hauptkamm des Qinling-Gebirges emporführt, die sogenannte „Abteilung für Satellitengeodäsie“ (卫星地面测量部, Pinyin Wèixīng Dìmiàncèliáng Bù) aufgebaut, intern  „Einheit 436 der Chinesischen Volksbefreiungsarmee“ (中国人民解放军436部队, Pinyin Zhōnggúo Rénmín Jiěfàngjūn 436 Bùduì) genannt. Diese Bezeichnung ist irreführend. Oberst Wang Shengyuan (王盛元, 1921–2012), der erste Kommandeur der Einheit, war im Antijapanischen Krieg Gruppenführer, dann Stabsoffizier beim Geheimdienst des 8. Armeekorps (八路军总部特务团, Pinyin Bālùjūn Zǒngbù Tèwùtuán) gewesen und als solcher ein Experte im Tarnen und Täuschen.
Er war zwar, bevor er nach Qiaonan kam, tatsächlich einmal Leiter der Kartenzeichenstelle des Büros für Topographie und Kartographie beim Generalstab (总参测绘局地图计划供应处, Pinyin Zǒngcān Cèhuìjú Dìtú Jìhuàgōngyìng Chù) gewesen – die Dienststellung, auf die jemand bei Nachforschungen gestoßen wäre – in Wahrheit war die Station im Qinling-Gebirge jedoch eine Außenstelle des Kosmodroms Jiuquan und sollte die Flugbahn des im Bau befindlichen Propagandasatelliten Dong Fang Hong I überwachen. Zur Satellitengeodäsie kam China erst im November 1975, und auch hier war die Aufgabe der Station in Qiaonan nur die Flugbahnüberwachung und Bergung der Rückkehrkapsel mit den vom All aus geschossenen Fotos.
Die Auswertung übernahmen andere, wie das im Oktober 1956 gegründete Staatliche Büro für  Landvermessung, Kartografie und Geoinformation (国家测绘地理信息局, Pinyin Guójiā Cèhuì Dìlǐ Xìnxī Jú)
oder das seit dem 1. Januar 2016 bei der Zentralen Militärkommission angesiedelte Büro für Kartografie, Meteorologie und Hydrologie (战场环境保障局, Pinyin Zhànchǎng Huánjìng Bǎozhàng Jú), Oberst Wangs alte Dienststelle.
Im Jahr 1987 wurde der Hauptsitz des Satellitenkontrollzentrums in die Provinzhauptstadt Xi’an verlegt, die Station in Qiaonan ist aber immer noch fester Bestandteil des Chinesischen Raumfahrtkontrollnetzwerks (中国航天测控网, Pinyin Zhōnggúo Hángtiān Cèkòngwǎng). Die alten Kurzwellen-Antennen – Dong Fang Hong I sendete auf 20,009 MHz – wurden mittlerweile durch Parabolantennen ergänzt, mit denen die Station im C- und S-Band des Mikrowellenbereichs einen wertvollen Beitrag zur Bahnverfolgung, Telemetrie und Steuerung der chinesischen Satelliten sowie der Chinesischen Raumstation und der sie anfliegenden Raumschiffe leistet. Obwohl die Station 30 km von Weinan entfernt liegt, ist sie bis heute unter der alten Tarnbezeichnung „Bodenstation Weinan“ (渭南地面观测站, Pinyin Wèinán Dìmiàn Guāncè Zhàn) bekannt.

## Raumfahrtkontrollgeräte-Museum
Als am 14. Oktober 2009 eine Gruppe von hochrangigen Kadern das Satellitenkontrollzentrum Xi’an besichtigte, kam der Gedanke auf, dass man ein Technik-Museum einrichten sollte, wo die frühen Computer und sonstigen Geräte der Bodenstation Weinan der Öffentlichkeit zugänglich gemacht werden könnten. Mit diesem Vorschlag stießen die Kader auf offene Ohren. Wenige Tage später begannen Generalmajor Dong Deyi (董德义), der damalige Leiter des Kontrollzentrums Xi’an, und sein Politkommissar, Generalmajor Zhang Shengqin (张胜勤), mit den Planungsarbeiten.
Da nach dem Umzug nach Xi’an das alte Computergebäude, das Fernmeldegebäude und das Generatorgebäude, intern als „Gebäude 101“, „Gebäude 102“ und „Gebäude 103“ (101、102、103大楼) bezeichnet, nicht mehr benötigt wurden, beschloss Generalmajor Dong, dort das Museum einzurichten. Ein gewisses Problem bei diesem Standort war, dass die Station 1967 mit Absicht auf einem schwer zugänglichen Berggrat errichtet worden war, was für ein Museum, zu dem Schulklassen geschleust werden sollten, ein Nachteil war. Das Straßenbauamt Weinan (渭南市交通局, Pinyin Wèinánshì Jiāotōngjú) baute jedoch unentgeltlich eine Straße von Shandi den Berg hinauf bis zur Station.
Die Ausstellungsfläche von 10.000 m² ist in 7 Bereiche unterteilt:
- Raumfahrzeugüberwachungs- und Steuerungsgeräte
- Fernmeldegeräte
- Meteorologische Geräte
- Bei der Bergung von Rückkehrsatelliten eingesetzte Geräte
- Geräte der mobilen Raumfahrzeugüberwachungstrupps
- Antennen
- Historische Erfolge und Unterrichtsmaterial

Dank der Unterstützung anderer Dienststellen wie der Bodenstation Kaschgar oder der China Aerospace Science and Technology Corporation besitzt das Museum fast 3000 Ausstellungsgegenstände und 25.600 Fotos. Die Ausstellung deckt die gesamte Geschichte der chinesischen Raumfahrt ab. So sind dort die UKW-Sende- und Empfangsanlagen zu besichtigen, die zur Steuerung der frühen Rückkehrsatelliten vom Typ „Bahnbrecher 1“ verwendet wurden, aber auch das C-Band Mikrowellen-System, das bei der Bestimmung der korrekten Position der geostationären Satelliten zum Einsatz kam. Auf letzterem Gebiet ist die Bodenstation Weinan immer noch aktiv; die Antenne der neuesten Generation ist im Zentrum des Geländes auf dem Hang nördlich der Straße zu sehen. Außerdem ist im Museum eine mehr als 10 m große Parabolantenne ausgestellt, mit der 2007–2009 die Mondsonde Chang’e-1 überwacht und ferngesteuert wurde, die Rückkehrkapsel des bemannten Raumschiffs Shenzhou 6, vor allem aber Computer vieler Generationen. Der zweite Raum des Ausstellungsbereichs „Raumfahrzeugüberwachungs- und Steuerungsgeräte“ ist der alte Serverraum der Bodenstation, wo sich noch an ihrem originalen Ort die vier heldenhaften, vom damaligen Verteidigungsminister Zhang Aiping ausgezeichneten Transistorrechner vom Typ DJS-8 befinden, die die Techniker 1984 zu einem „Großrechner“ zusammengeschaltet hatten, um die Bahn von Chinas erstem geostationären Satelliten Dong Fang Hong II zu überprüfen und zu korrigieren.
Das am 12. Juni 2010 eröffnete Raumfahrtkontrollgeräte-Museum (航天测控装备博物馆, Pinyin Hángtiān Cèkòng Zhuāngbèi Bówùguǎn) ist eine Vorbildliche Schwerpunkteinrichtung für die Erziehung zur Vaterlandsliebe (爱国主义教育示范基地, Pinyin Aiguózhǔyì Jiàoyù Shìfàn Jīdì), eine Schwerpunkteinrichtung für wehrkundliche Erziehung (国防教育基地, Pinyin Guófáng Jiàoyù Jīdì) sowie eine Schwerpunkteinrichtung für die Popularisierung der Raumfahrt-Wissenschaft (航天知识科普教育基地, Pinyin Hángtiānzhīshì Kēpǔ Jiàoyù Jīdì).

## Administrative Gliederung
Qiaonan setzt sich seit der Gemeindereform 2017 aus einer Einwohnergemeinschaft und 14 Verwaltungsdörfern zusammen, die jeweils aus mehreren natürlichen Dörfern bestehen.
Damit hat die Großgemeinde heute folgende Organisationsstruktur:
| Einwohnergemeinschaft Yulu (雨露社区); Dorf Caoyu (曹峪村); Dorf Changjia (畅家村); Dorf Duanli (段李村); Dorf Huayuan (花园村); Dorf Jianyu (箭峪村); Dorf Jiezi (堦子村); Dorf Pinghe (平和村); | Dorf Qiaonancun (桥南村); Dorf Qinyang (秦阳村); Dorf Siyukou (寺峪口村); Dorf Tianliu (天留村); Dorf Yancun (烟村); Dorf Yangwei (杨魏村); Dorf Yuxi (岭西村). |